# ميشيل ديكنسون
ميشيل ديكنسون (بالإنجليزية: Michelle Dickinson)‏ هي أكاديمية نيوزيلندية، ولدت في 1978.